# Club X

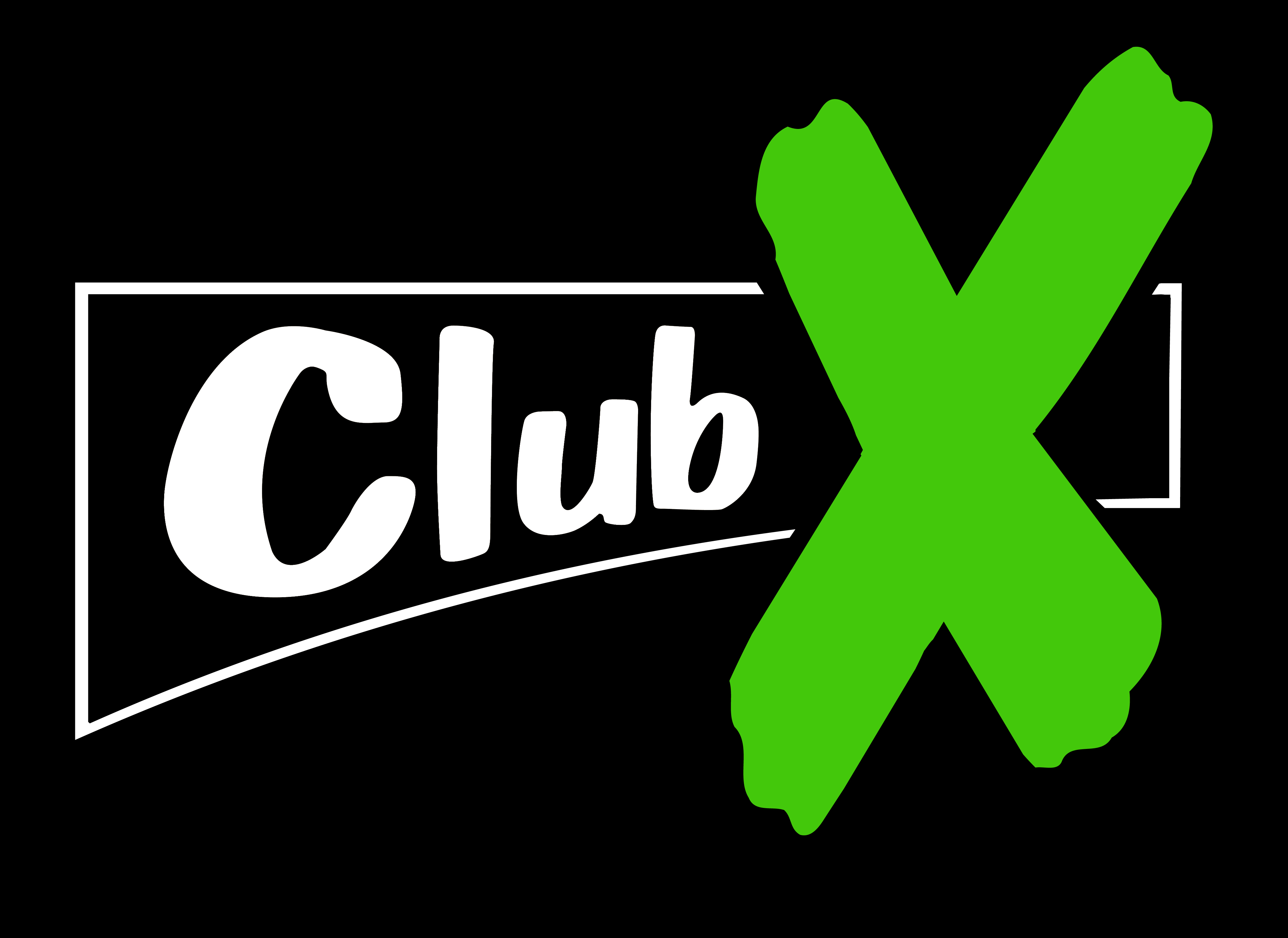

Club X was tussen 1993 en 2000 een discotheek in Wuustwezel, die vanwege de locatie dicht bij de Nederlandse grens door zowel Nederlanders als Vlamingen werd bezocht. Enkele bekende huis-dj's waren DJ Yves, Dutchman Jack, DJ Kristof, MCT en DJ Rob. DJ Yves en Richard Van Dongen hadden in 1995 onder de naam Club X een hit met The sequel (Lalala).  Later kwamen er ook nieuwe resident dj's zoals Dj Fire, Lady X en Dj Precision en PsyckoDJ.

## Biografie
In 1993 werd Club X geopend. De naam was afgeleid van Channel X, een radiostation waarbij DJ Yves actief was. Het stond bekend om de hardcore-feesten op de vrijdag- en zaterdagavond en was gevestigd aan de Bredabaan in Wuustwezel, een Belgische gemeente vlak bij de grens met Nederland. Club-X trok daarom zowel veel bezoekers uit België als uit Nederland. In het voorjaar van 1995 werd de club een paar maanden gesloten na een inval van de politie. Club X was gedurende deze maanden open te Brasschaat in het pand van discotheek QU en Confetti's.
In het najaar van 1995 kwam de single The sequel (Lalala) uit. Deze werd geproduceerd door DJ Yves (Yves Vandichel) en Richard Van Dongen. In zowel Nederland als Vlaanderen werd de single een hit. In Nederland kwam het tot #19 in de Top 40 en in de Vlaamse Ultratop 50 kwam het tot #34. Het nummer draaide om een sample uit het nummer Self esteem van de Amerikaanse punkband The Offspring. De clip die bij het nummer hoorde werd opgenomen in Club X. In de clip zijn o.a. DJ Yves en Mister X te zien. Achter deze danser ging Peter Renkens schuil, die eind jaren tachtig zanger van The Confetti's was. Na deze single verschenen vanaf 1996 ook een aantal cd's van Club X. In 2006 verscheen, niet officieel, een cover van The sequel (Lalala) door DJ Kicken vs. Sonic Solutions.
In mei 2000 werd Club X gesloten. De directe aanleiding was niet geluidsoverlast of drugsgebruik, waar burgemeester Jos Ansoms destijds al langer niet blij mee was, maar de aanwezigheid van een meisje in de club dat jonger dan 16 jaar was. Hoewel streng gecontroleerd werd, was zij met een vervalst identiteitsbewijs toch weten binnen te komen. Na een rechtszaak van vier jaar die Club X verloor, werden alle vergunningen ingetrokken en moest Club X sluiten.
Drie jaar na de sluiting werd Club X in Tilburg heropend, in het pand waar eerst The Return was gevestigd. Veel oude bezoekers van de Club X in Wuustwezel vonden in Tilburg echter niet de sfeer van weleer terug, hoewel enkele huis-dj's, waaronder DJ Yves die in 1996 bij Club X gestopt was, ook in Tilburg draaiden. In plaats van hardcore werd nu ook veel hardstyle gedraaid, dat wat langzamer is. In april 2005 sloot na twee jaar ook de Club X in Tilburg. Reden was dat Club X zijn capaciteit niet mocht uitbreiden. Op 21 oktober 2006 organiseerde DJ Yves samen met de eigenaar van de club een officiële Club X-reünie. Deze vond plaats in discotheek Outland te Rotterdam.

## Discografie

### Albums
| Album met eventuele hitnotering(en) in de Nederlandse Album Top 100 | Datum van verschijnen | Datum van binnenkomst | Hoogste positie | Aantal weken | Opmerkingen                          |
| ------------------------------------------------------------------- | --------------------- | --------------------- | --------------- | ------------ | ------------------------------------ |
| Club X                                                              |                       | 21-12-1996            | 4               | 11           | Genoteerd in de Verzamelalbum Top 30 |
| Club X 2                                                            |                       | 24-5-1997             | 5               | 4            | Genoteerd in de Verzamelalbum Top 30 |
| Club X 3                                                            |                       | 18-10-1997            | 5               | 15           | Genoteerd in de Verzamelalbum Top 30 |
| Club X 4                                                            |                       | 16-5-1998             | 8               | 5            | Genoteerd in de Verzamelalbum Top 30 |
| Club X 5                                                            |                       | 17-10-1998            | 9               | 6            | Genoteerd in de Verzamelalbum Top 30 |
| Club X 6 (Hardcore edition)                                         |                       | 17-4-1999             | 16              | 4            | Genoteerd in de Verzamelalbum Top 30 |
| Club X 6 (Trance club edition)                                      |                       | 17-4-1999             | 7               | 8            | Genoteerd in de Verzamelalbum Top 30 |
| Club X 7 (The clubtrance edition)                                   |                       | 20-11-1999            | 13              | 5            | Genoteerd in de Verzamelalbum Top 30 |
| Club X 7 (The hardcore edition)                                     |                       | 20-11-1999            | 24              | 2            | Genoteerd in de Verzamelalbum Top 30 |

### Singles
| Single met eventuele hitnotering(en) in de Nederlandse Top 40 | Datum van verschijnen | Datum van binnenkomst | Hoogste positie | Aantal weken | Opmerkingen |
| ------------------------------------------------------------- | --------------------- | --------------------- | --------------- | ------------ | ----------- |
| The sequel (Lalala)                                           |                       | 14-10-1995            | 20              | 6            |             |
| Dy-rassic (Don't Deny The Beat)                               | 1993                  |                       |                 |              |             |

| Single met hitnotering(en) in de Vlaamse Ultratop 50 | Datum van verschijnen | Datum van binnenkomst | Hoogste positie | Aantal weken | Opmerkingen |
| ---------------------------------------------------- | --------------------- | --------------------- | --------------- | ------------ | ----------- |
| The sequel (Lalala)                                  |                       | 1995                  | 34              | 7            |             |